# Karol Szymanowski
Pour les articles homonymes, voir Szymanowski.
 (mars 2024).
Si vous disposez d'ouvrages ou d'articles de référence ou si vous connaissez des sites web de qualité traitant du thème abordé ici, merci de compléter l'article en donnant les références utiles à sa vérifiabilité et en les liant à la section « Notes et références ».
Œuvres principales
- Métopes (1915)
- Masques (1915-16)
- Król Roger (1926)
- Stabat Mater (1925-26)
- Sonates pour piano nos  1, 2 et 3

Karol Szymanowski est un compositeur, pianiste et musicographe polonais né le 6 octobre 1882 à Tymochivka (alors en Russie, aujourd'hui en Ukraine) et mort le 29 mars 1937 à Lausanne (Suisse).

## Biographie
Karol Maciej Szymanowski naît dans une riche famille noble, à Tymoshivka, aux confins est de l'ancienne Pologne (auj. en Ukraine) et portant le blason Korwin-Ślepowron, ce qui lui permet par la suite de vivre dans un confortable isolement, favorable à sa personnalité et sa création. Boiteux à la suite d'un accident dans sa petite enfance, timide de nature, il grandit au sein d'un environnement familial ouvert sur le monde artistique, ses frères et sœurs faisant tous de la musique, de la peinture ou de la poésie. Très tôt, il est initié au piano (dès l’âge de 7 ans). Entrant en 1901 au conservatoire de Varsovie, il y bénéficie de l'enseignement d'un des plus illustres maîtres de l'époque en la personne de Zygmunt Noskowski. C'est là qu'il rencontre notamment Arthur Rubinstein, qui servira beaucoup sa musique, mais également des musiciens qui formeront avec lui peu de temps après le groupe « Jeune Pologne en musique » : Apolinary Szeluto, Grzegorz Fitelberg et Ludomir Różycki. Protégés par le prince Władysław Lubomirski, Szymanowski et ses partenaires donnent vie à leurs idéaux avant-gardistes dans une Pologne encore très marquée par l'œuvre conservatrice de compositeurs tels que Józef Elsner, Stanisław Moniuszko, Władysław Zeleński et Zygmunt Noskowski. Leur musique se veut en ce sens contemporaine, résolument européenne et occidentale.
Épris de culture austro-allemande, Szymanowski effectue de longs séjours à Vienne et en Allemagne où il rencontre de grands succès notamment avec sa Symphonie no 2 op. 19 et sa Sonate no 2 op. 21. Il s'oriente par la suite vers de nouvelles voies esthétiques.

Chalet de Szymanowski à Zakopane.

Cherchant à s'enrichir de la découverte de contrées toujours plus mirobolantes, Szymanowski réalise de nombreux périples au cours des années 1908-1914. Il séjourne en Italie et en Afrique du Nord, voyages qui l'influencent notamment dans l'écriture du livret de son opéra Le Roi Roger (Roger de Hauteville de Sicile ), mais également en France. Cette fascination pour l'Orient et la culture méditerranéenne se retrouve également dans sa nouvelle Efebos où il décrit ses amours masculines et notamment son amour pour le jeune Boris Kochno, dont il devient l'amant à partir de 1919.
Selon le musicologue anglo-parsi Kaikhosru Shapurji Sorabji (Mi contra fa London, 1947) sa Symphonie no 3 Chant de la nuit réussit à pénétrer et à évoquer l'essence même de l'art persan - chose sans doute unique dans la musique occidentale.
Par ailleurs, l'apport de Szymanowski à la musique pour violon est immense : ses Mythes et son Concerto no 1 constituent la plus grande révolution dans ce domaine depuis Paganini selon le grand musicologue allemand, Hans Heinz Stuckenschmidt. Emile Vuillermoz le qualifie de "Debussy polonais".
Il donne plusieurs concerts aux États-Unis, où Pierre Monteux dirige l'une de ses symphonies à Boston, et à Paris, où il rencontre les célébrités musicales de l’époque (Maurice Ravel, Alfred Cortot…). Il préfère cependant rentrer par patriotisme dans son pays natal plutôt que de poursuivre ses voyages. En 1931 il devient l'un de membres d'honneur de la Société internationale de musique contemporaine à côté de Richard Strauss, Igor Stravinsky, Maurice Ravel, Bela Bartok et Manuel de Falla. Il étudie dès lors le folklore musical local et s’en inspire dans de nombreuses œuvres, en particulier dans son ballet pantomime Harnasie donné à l'Opéra de Prague (1935) puis à l'Opéra de Paris (1936). Reconnu par les édiles, il obtient le poste de directeur du conservatoire de Varsovie jusqu’à sa démission en 1932 survenue en raison de désaccords de fond, essentiellement dus à sa promotion des créations artistiques nouvelles aux dépens de celles d'essence classique.
Au cours de ses années d’enseignement, Szymanowski sacrifie sa carrière de compositeur. Parmi ses élèves, figurent Michał Kondracki, Bolesław Szabelski, Zygmunt Mycielski et Piotr Perkowski. Lorsqu'il quitte définitivement ses fonctions officielles, il peut de nouveau se consacrer à la composition, avec notamment la création de sa 4e symphonie et du concerto pour violon no 2.
Tuberculeux depuis son plus jeune âge, il meurt le 29 mars 1937 à Lausanne, à l'âge de 54 ans. Son corps repose au Panthéon de Grands Polonais, à l'église Saint-Michel-et-Saint-Stanislas de Skałka, à Cracovie.

### Distinctions
- Docteur honoris causa de l'université Jagellonne de Cracovie (1930)[2]
- Membre d'honneur de la Société internationale de musique contemporaine (1931)
- Membre d'honneur de la Regia Accademia di Santa Cecilia de Rome (1933)
- Croix de commandeur de l'ordre Polonia Restituta (1934)
- Laurier d'Or de l'Académie des Lettres Polonaise (1935)
- Grand-croix de l'ordre Polonia Restituta (à titre posthume)

## Œuvres principales

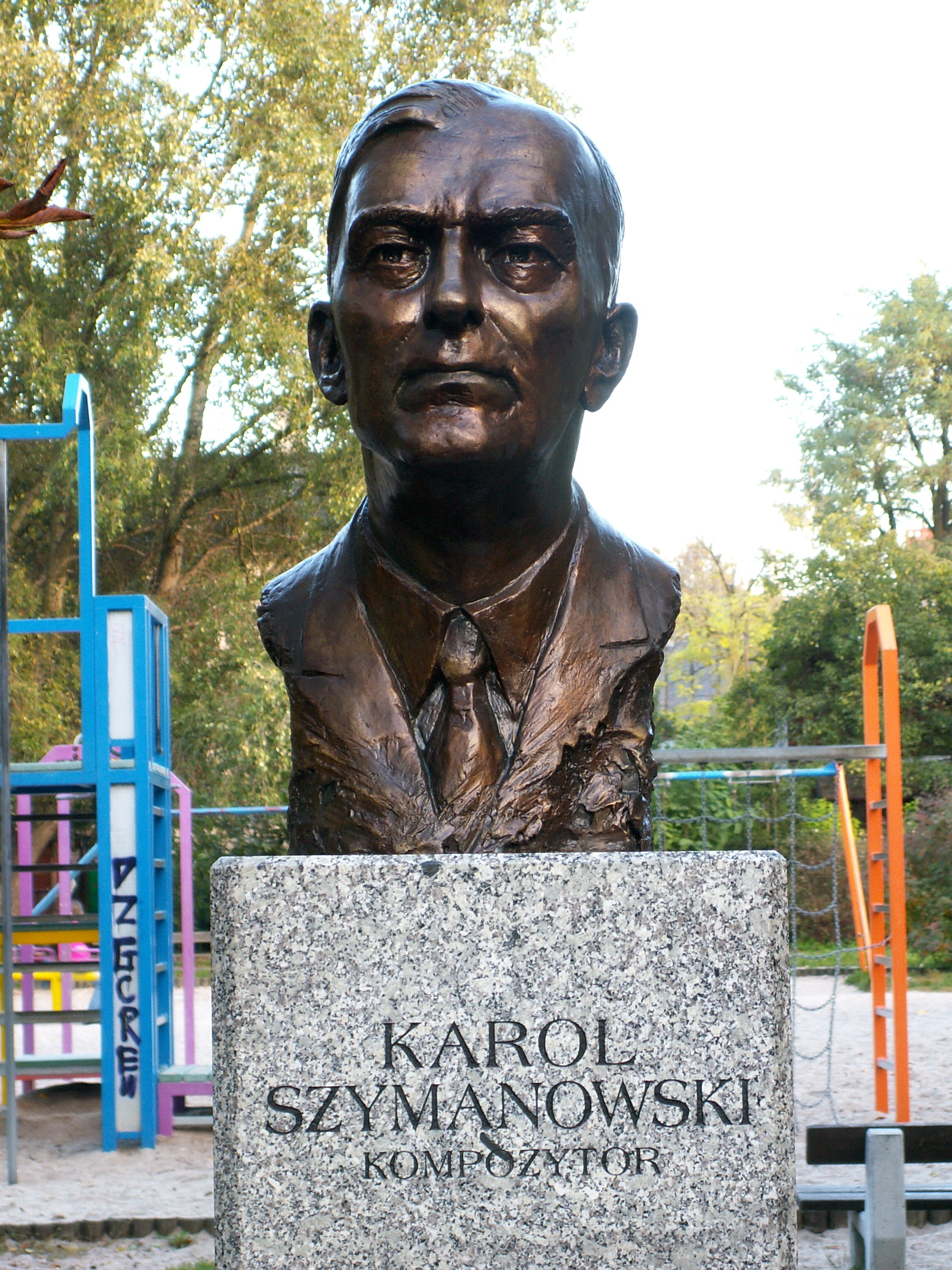
Buste en mémoire de Szymanowski à Kielce (Pologne).

On distingue traditionnellement trois périodes créatrices dans son existence. Sa première période est marquée par le romantisme et plus particulièrement par l'empreinte de Frédéric Chopin dont il ne cessera de se revendiquer durant toute sa vie, une deuxième période courant jusqu’à la révolution russe, résolument éclectique et durant laquelle il entre en contact avec des compositeurs comme Claude Debussy, Maurice Ravel et Igor Stravinsky, mais aussi avec le monde oriental et mythologique, et une dernière période enfin qui renoue avec ses propres racines, en l'occurrence la musique populaire polonaise. Il a été également un grand écrivain, musicologue et essayiste. En 2018 ont paru en français ses Écrits sur la musique (éd. Symétrie, Lyon) traduits par Christophe Jeżewski et Claude-Henry du Bord.

### Musique vocale
- La Loterie aux maris ou Le Fiancé no 69 sans opus, opérette en trois actes, livret de Julian Krzewiński-Maszyński (1908-1909)
- Hagith op. 25, opéra en un acte, livret de Felix Dörmann (texte polonais de Stanisław Barącz) (1912-1913)
- Chants d'Amour de Hafiz op. 26, pour voix et orchestre (1914)
- Chants de la Princesse des contes de fées op. 31 (1933)
- Le Roi Roger op. 46, opéra en trois actes, livret du compositeur et de son cousin, le poète Jarosław Iwaszkiewicz (1918-1924)
- Stabat Mater op. 53 (1925-1926)

### Pièces symphoniques
- Ouverture de concert pour grand orchestre op. 12 (1904-1905, réorchestrée en 1912-1913)
- Symphonie no 1 op. 15 (1907)
- Symphonie no 2 op. 19 (1909-1910), réorchestrée avec l'aide de Grzegorz Fitelberg en 1936)
- Symphonie no 3 « Le Chant de la nuit » op. 27 (1916)
- Musique du ballet Harnasie op. 55 (1923)
- Symphonie no 4 « Concertante » pour piano et orchestre op. 60 (1932) Dédiée à Arthur Rubinstein.

### Concertos
- Concerto pour violon no 1 op. 35 (1916)
- Concerto pour violon no 2 op. 61 (1933)

### Pièces pour piano
- Neuf préludes, op. 1 (1899-1900)

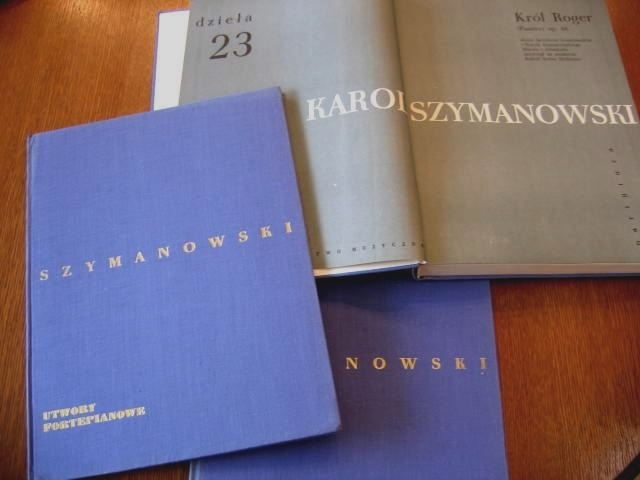
Partitions de l'édition polonaise des œuvres de Szymanowski.

- Variations en si bémol mineur, op. 3 (1901-1903)
- Quatre études, op. 4 (1902)
- Variations sur un thème populaire polonais en si mineur, op. 10 (1900-1904)
- Fantaisie, op. 14 (1905)
- Métopes, op. 29 (1915)
- Douze études, op. 33 (1916)
- Masques, op. 34 (1915-1916)
- Trois Sonates :
  - no 1, op. 8 (1903-1904)
  - no 2, op. 21 (1910-1911)
  - no 3, op. 36 (1916-1917)
- Vingt mazurkas, op. 50 (1924-1926)
- Deux mazurkas, op. 62 (1933-1934)

### Pièces de musique de chambre
- Sonate pour violon et piano, op. 9 (1904)
- Trio pour violon, violoncelle et piano, op. 16 (1907)
- Romance en ré majeur pour violon et piano, op. 23 (1910)
- Nocturne et Tarentelle pour violon et piano, op. 28 (1915)
- Mythes pour violon et piano, op. 30 (1915)
- Quatuor à cordes no 1, op. 37 (1917)
- Trois caprices de Paganini transcrits pour violon et piano, op. 40 (1918)
- Quatuor à cordes no 2, op. 56 (1927)

### Discographie sélective (au 11/03/2020)
- Masques op.34 + Etudes op.4 & op.33 + Mazurkas op.62 n°1 & op.50 n°2 : par Carol Rosenberger (piano) - 1 CD DELOS 1986
- 20 Mazurkas op.50 + Valse Romantique + 4 Danses Polonaises + 2 Mazurkas op.62 : par Marc-André Hamelin (piano) - 1 CD HYPERION 2002
- Mythes op.30 + Romance op.23 + 3 Caprices de Paganini + Nocturne et Tarentelle : par Ulf Hoelscher (violon) et Michel Béroff (piano) - 1 CD EMI 1982
- Mythes : La Fontaine d'Aréthuse op.30 n°1 - David Oïstrakh (violon) et Vladimir Yampolski (piano) - 1 CD récital CHANT DU MONDE 1954 (+ Khatchaturian, Leclair, Paganini, Tartini, Tchaïkovski)
- Quatuors à cordes n°1 op.37 & n°2 op. 56 : par le Quatuor de Varsovie - 1 CD OLYMPIA 1982 (+ Lutoslawski & Penderecki)
- Concerto n°1 pour violon et orchestre op. 35 : par David Oïstrakh (violon), Orchestre symphonique de Leningrad, dir.: Kurt Sanderling - 1 CD CHANT DU MONDE 1964 (+ Bartok & Hindemith)
- Concertos pour violon et orchestre n°1 op.35 et n°2 op.61 + Sonate op.9 + Chant de Roxane : par Wilkomirska & Chmielewski (violon), Orchestre national de Varsovie, dir.: Witold Rowicki - 1 CD POLSKIE NAGRANIA 1961/1980
- Concertos pour violon et orchestre + La Mandragore (ballet) + Stabat Mater + Litanies à la Vierge Marie + Demeter : par Kulka (violon), divers solistes et orchestres polonais, dir.: Jerzy Maksymiuk & Antoni Witt - 2 CD EMI 1976/1983
- Harnasie (ballet) + Mandragore (ballet) + Etude pour orchestre : par Solistes, Chœurs et Orchestre philharmonique de Katowice, dir.: Karol Stryja - 1 CD NAXOS 1988/1989
- Stabat Mater + Veni Creator + Litanies à la Vierge Marie + Demeter + Penthésilée : par Solistes, Chœurs et Orchestre philharmonique de Varsovie, dir.: Antoni Witt - 1 CD NAXOS 2007
- Stabat Mater + Veni Creator + Litanies à la Vierge Marie + Demeter + Penthésilée : par Solistes, Chœurs et City of Birmingham symphony Orchestra, dir.: Sir Simon Rattle - 1 CD EMI 1993
- Ouverture de concert op.12 + Symphonie n°2 op.19 + Symphonie n°4 "Concertante" op.60 : par Zmuzinski (piano), Orchestre philharmonique national de Varsovie, dir.: Witold Rowicki - 1 CD POLSKIE NAGRANIA 1977/1980
- Stabat Mater + Symphonie n°3 "Chant de la nuit" + Demeter + Litanies à la Vierge Marie : par Solistes, Chœurs et Orchestre philharmonique national de Varsovie, dir.: Witold Rowicki & Stanislaw Wislocki - 1 CD POLSKIE NAGRANIA 1961/1982
- Symphonie n°1 op.15 + Symphonie n°2 op.19 : par Orchestre philharmonique de Katowice, dir.: Karol Stryja - 1 CD MARCO POLO 1988 (puis réédition NAXOS)
- Symphonie n°3 "Chant de la nuit" + Symphonie n°4 "Concertante" + Ouverture de concert : par Solistes, Chœurs et Orchestre philharmonique de Katowice, dir.: Karol Stryja - 1 CD MARCO POLO 1988/1989 (puis réédition NAXOS)
- Symphonie n°2 + Symphonie n°3 "Chant de la nuit" : par Solistes, Chœurs Kenneth Jewell, Orchestre symphonique de Detroit, dir.: Antal Dorati - 1 CD DECCA 1980 (+ Bartok)
- Symphonie n°2 + Symphonie n°3 "Chant de la nuit" + Ouverture de concert op.12 : par Polish Radio National Symphony Orchestra, dir.: Jacek Kasprzyk & Jerzy Semkow - 1 CD EMI 1979/1981
- Chants du Muezzin passionné op.42 : par Ottenthal, Orchestre radio-symphonique de Berlin, dir.: Guido Maria Guida - 1 CD CAPRICCIO 1989 (+ Félicien David)
- Chants de la Princesse de conte de fées + Chants d'amour de Hafiz + Chants du Muezzin passionné… : par Solistes, Chœurs et Orchestre de Katowice, dir.: Karol Stryja - 1 CD NAXOS 1989
- Le Roi Roger, opéra de 1926 + Harnasie, ballet de 1929 : par Solistes, Chœurs et Orchestre of the National Opera House, dir.: M. Mierzejewski & B. Wodiczko - 2 CD OLYMPIA 1965
- Le Roi Roger, opéra de 1926 + Le Prince Potemkine, musique de scène : par Solistes, Chœurs et Polish National Radio Symphony Orchestra, dir.: Karol Stryja & Antoni Witt - 2 CD NAXOS 1993
- Le Roi Roger, opéra de 1926 + Symphonie n°4 "Concertante" : par Leif Ove Andsens (piano), Solistes & City of Birmingham Symphony Chorus & Orchestra, dir.: Sir Simon Rattle - 2 CD CHANDOS 2015